# متجه اختلاف المركز
في الميكانيكا السماوية، متجه اختلاف مركز مدار كبلري هو متجه لابعدي في اتجاه يشير من الأوج إلى الحضيض وله مقدار يساوي اختلاف مركز المدار السلمي. لمدارات كبلر متجه اختلاف المركز هو ثابت الحركة. الاستخدام الرئيسي له هو في تحليل المدارات الدائرية تقريبًا، حيث أن القوى المضطربة (غير الكبلرية) على مدار فعلي سوف تتسبب في تغير متجه اختلاف مركز المدار المُماسّ باستمرار على عكس مَعْلَمَتي اختلاف المركز وحصة الحضيض حيث يتوافق انحراف المركز المعدوم (المدار الدائري) مع الشذوذ.

## عملية حسابية
متجه اختلاف المركز {\displaystyle \mathbf {e} \,} هو :
{\displaystyle \mathbf {e} ={\mathbf {v} \times \mathbf {h}  \over {\mu }}-{\mathbf {r}  \over {\left|\mathbf {r} \right|}}=\left({\mathbf {\left|v\right|} ^{2} \over {\mu }}-{1 \over {\left|\mathbf {r} \right|}}\right)\mathbf {r} -{\mathbf {r} \cdot \mathbf {v}  \over {\mu }}\mathbf {v} }